# Mweka
Mweka és una ciutat situada al sud de la República Democràtica del Congo, a la línia de ferrocarril de Kasai entre Kananga i el port del riu Kasai a Ilebo. Mweka és també la seu del Territori de Mweka (districte administratiu) de l'actual província de Kasai. La seva catedral és la seu episcopal de la diòcesi catòlica romana de Mweka .

## Transport
Quan funciona la connexió ferroviària a la línia Katanga, els trens arriben a Lubumbashi, 1.406   km al sud-est de Mweka. El viatge en tren o vaixell des de Mweka via Ilebo fins a la capital, Kinshasa és d'uns 1.000 km. Mweka és relativament accessible pels estàndards del país. L'aeroport de Mweka està a 690 km a l'est de Kinshasa.
A principis d'agost del 2007, un accident de trens de mercaderies a prop de Mweka va matar unes 100 persones que circulaven il·legalment als vagons.

## Epidèmia
A finals d'agost del 2007, al Territori de Mweka hi va haver un brot de febre hemorràgica de l'Ebola, que va matar més de 100 persones, inclosos tots aquells que van assistir als funerals de dos caps de poble.